# Smiske
Smiske is een Belgisch bier van hoge gisting. Het bier wordt gebrouwen in Brouwerij Smisje te Mater.

## Achtergrond
Brouwerij Smisje maakt sinds 1995 bier (voorheel als Brouwerij De Regenboog) en heeft een enorm gamma aan bieren gemaakt. In 2010 werd het roer drastisch omgegooid en werden alle nog bestaande bieren stopgezet, met uitzondering van Smiske Winter. Het gamma werd bewust beperkt gehouden.

De tekeningen op de etiketten werden vanaf dan gemaakt door de Brugse kunstenaar Ghislain Swinberge.

## De bieren
Naast Smiske Winter bestaan er 3 varianten:
- Bruin, bruin bier met een alcoholpercentage van 7%
- Blond of Smiske Nature-Ale, blond bier met een alcoholpercentage van 7%
- Smiske Extra, blonde tripel met een alcoholpercentage van 7%. Smiske Extra werd gelanceerd in april 2012.[2] Het is hetzelfde bier als het blonde Smiske, maar bij het tappen gaat het bier door een zogenaamde hop randall, een waterfilter gevuld met hopbloemen, wat het bier extra hoppigheid geeft.[3]